# (11552) Буколион
(11552) Буколион (лат. Boucolion) — типичный троянский астероид Юпитера, движущийся в точке Лагранжа L5, в 60° позади планеты. Астероид был открыт 27 января 1993 года бельгийским астрономом Эриком Эльстом в исследовательском центре CERGA и назван в честь одного из защитников Трои.

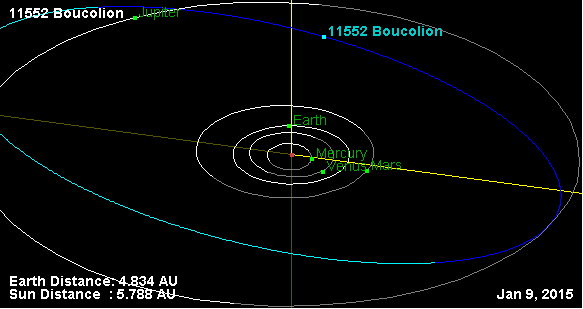
Орбита астероида Буколион и его положение в Солнечной системе